# Parorgerius platypus
Parorgerius platypus är en insektsart som först beskrevs av Franz Xaver Fieber 1866.  Parorgerius platypus ingår i släktet Parorgerius och familjen Dictyopharidae. Inga underarter finns listade i Catalogue of Life.